# Lista de episódios de Supah Ninjas

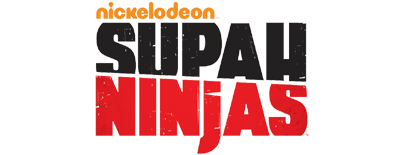

## Temporadas
| Temporada | Temporada | Episódios | Exibição EUA           | Exibição EUA          |
| Temporada | Temporada | Episódios | Estreia de temporada   | Final de temporada    |
| --------- | --------- | --------- | ---------------------- | --------------------- |
|           | 1         | 26        | 17 de janeiro de 2011  | 28 de janeiro de 2012 |
|           | 2         | 13        | 9 de fevereiro de 2013 | 27 de abril de 2013   |

## Lista de Episódios

### 1ª Temporada (2011/12)
| №    | #    | Título                | Diretor(es)    | Roteirista(s)                                                             | Data de Exibição EUA   | Audiência nos EUA (em milhões) |
| ---- | ---- | --------------------- | -------------- | ------------------------------------------------------------------------- | ---------------------- | ------------------------------ |
| 1    | 1    | "Pilot"               | Clark Mathis   | Leo Chu & Eric S. Garcia                                                  | 17 de janeiro de 2011  | 2.5                            |
| 2    | 2    | "Katara"              | Lev L. Spiro   | Nat Bernstein & Mitchel Katlin                                            | 16 de abril de 2011    | 3.1                            |
| 3    | 3    | "Two Ton Harley"      | Clark Mathis   | Leo Chu & Eric S. Garcia                                                  | 23 de abril de 2011    | 2.9                            |
| 4    | 4    | "Checkmate"           | Clark Mathis   | Leo Chu & Eric S. Garcia                                                  | 30 de abril de 2011    | 2.1                            |
| 5    | 5    | "Subsiders"           | Kevin Fair     | Drew Hancock                                                              | 7 de maio de 2011      | 2.9                            |
| 6    | 6    | "Mr. Bradford"        | Jonathan Judge | Drew Hancock                                                              | 14 de maio de 2011     | 2.9                            |
| 7    | 7    | "Komodo"              | Paul Shapiro   | Lisa Parsons                                                              | 4 de junho de 2011     | ASA                            |
| 8    | 8    | "Jelly Face"          | Alex Winter    | Lon Diamond                                                               | 4 de junho de 2011     | ASA                            |
| 9    | 9    | "Dollhouse"           | David Jackson  | Leo Chu & Eric S. Garcia                                                  | 25 de junho de 2011    | 2.6                            |
| 10   | 10   | "X"                   | Alex Winter    | David Ihlenfeld & Dave Wright                                             | 23 de julho de 2011    | 2.0                            |
| 11   | 11   | "Kickbutt"            | Jonathan Judge | Ben Acker & Ben Blacker                                                   | 10 de setembro de 2011 | 2.4                            |
| 12   | 12   | "The Magnificent"     | Jon Rosenbaum  | Lisa Parsons                                                              | 17 de setembro de 2011 | 2.3                            |
| 13   | 13   | "Morningstar Academy" | Jonathan Judge | Lisa Parsons                                                              | 24 de setembro de 2011 | 2.3                            |
| 14   | 14   | "DJ Elephant Head"    | Clark Mathis   | David Ihlenfeld & Dave Wright                                             | 1 de outubro de 2011   | 2.3                            |
| 15   | 15   | "Snakeskin"           | Alex Winter    | Lisa Parsons                                                              | 10 de outubro de 2011  | 1.9                            |
| 16   | 16   | "Eternum"             | David Barrett  | David Ihlenfeld & Dave Wright                                             | 15 de outubro de 2011  | 1.9                            |
| 1718 | 1718 | "Ishina"              | Brian Robbins  | Leo Chu & Eric S. Garcia (Part 1) Nat Bernstein & Mitchel Katlin (Part 2) | 29 de outubro de 2011  | 1.8                            |
| 19   | 19   | "Quake"               | Dave Payne     | Drew Hancock                                                              | 5 de novembro de 2011  | ASA                            |
| 20   | 20   | "Mechanov"            | David Jackson  | David Ihlenfeld & David Wright                                            | 12 de novembro de 2011 | 2.3                            |
| 21   | 21   | "Detention"           | Dave Payne     | David Ihlenfeld & David Wright                                            | 19 de novembro de 2011 | 1.8                            |
| 22   | 22   | "Skeleton Crew"       | Hiro Koda      | Edward J. Bedrosian                                                       | 27 de dezembro de 2011 | N/A                            |
| 23   | 23   | "Limelight"           | Tim Story      | Lon Diamond                                                               | 7 de janeiro de 2012   | 1.5                            |
| 24   | 24   | "Frostbite"           | David Jackson  | Lon Diamond                                                               | 14 de janeiro de 2012  | 2.0                            |
| 25   | 25   | "Ninja Intervention"  | Brian Robbins  | Lisa Parsons                                                              | 21 de janeiro de 2012  | 1.8                            |
| 26   | 26   | "Cousin Connor"       | Jonathan Judge | Leo Chu & Eric S. Garcia                                                  | 28 de janeiro de 2012  | 2.0                            |

### 2ª Temporada (2013)
| №  | #  | Título                   | Diretor(es)   | Roteirista(s)                 | Data de Exibição EUA    | Audiência nos EUA (em milhões) |
| -- | -- | ------------------------ | ------------- | ----------------------------- | ----------------------- | ------------------------------ |
| 27 | 1  | "The Con Man"            | Alex Winter   | Leo Chu & Eric S. Garcia      | 9 de fevereiro de 2013  | 1.7                            |
| 28 | 2  | "Flint Forster"          | David Barrett | Heather Flanders              | 16 de fevereiro de 2013 | 1.2                            |
| 29 | 3  | "Shadow Fly"             | Clark Mathis  | Lanny Horn & Josh Silverstein | 23 de fevereiro de 2013 | 1.4                            |
| 30 | 4  | "Grounded Ninja"         | Clark Mathis  | Kristofor Brown               | 2 de março de 2013      | 1.3                            |
| 31 | 5  | "Kid Q"                  | Dave Payne    | Mike Alber & Gabe Snyder      | 9 de março de 2013      | 1.6                            |
| 32 | 6  | "Cheer Fever"            | Dave Payne    | Ray Lancon                    | 16 de março de 2013     | 1.4                            |
| 33 | 7  | "The Ishina Strike Back" | Alex Winter   | Mike Alber & Gabe Snyder      | 30 de março de 2013     | N/A                            |
| 34 | 8  | "Enter the Dojo"         | Lev L. Spiro  | Heather Flanders              | 6 de abril de 2013      | 1.3                            |
| 35 | 9  | "Finding Forster "       | Lev L. Spiro  | Heather Flanders              | 13 de abril de 2013     | N/A                            |
| 36 | 10 | "Wallflower"             | Clark Mathis  | Edward J. Bedrosian           | 20 de abril de 2013     | 1.5                            |
| 37 | 11 | "M@yhem"                 | Dave Payne    | Josh Silverstein & Lanny Horn | 20 de abril de 2013     | 1.2                            |
| 38 | 12 | "Spring Fling"           | ASD           | ASD                           | 27 de abril de 2013     | 1.3                            |
| 39 | 13 | "The Floating Sword"     | ASD           | ASD                           | 27 de abril de 2013     | 1.1                            |